# Жирар, Анн
Энн Жирар (фр. Anne Girard; род.6 июня 1964 года в Монреале, провинция Квебек) — канадская конькобежка, специализирующаяся в шорт-треке и конькобежном спорте. Чемпионка мира в эстафете. Бронзовый призёр на 500 метров.

## Биография
Энн Жирар начала международную карьеру в 1979 году на чемпионате мира по шорт-треку в Квебеке, где смогла выиграть бронзовую медаль на дистанции 500 метров, и золото в эстафете с квартетом Кэти Тернбулл, Брендой Уэбстер, Сильви Дэгль и Люси Ганьон. Но затем полностью переключилась на длинную дорожку в конькобежном спорте. В 1981 году на своём первом чемпионате мира в Квебеке в классическом многоборье она заняла общее 29-е место. Через 20 дней уже на спринтерском чемпионате мира в Гренобле заняла 26-е место в многоборье. В следующем году в спринтерском многоборье в Алкмаре поднялась на 24-е место. Пропустив 3 года Энн в 1985 году на очередном чемпионате по спринту заняла 13-е место. В сезоне 1985/86 годов проходила квалификацию на Олимпийские игры, но заняла лишь 16-е места на 500 и 1000 метров, а на чемпионате мира в спринтерском многоборье в Каруидзаве смогла стать 20-й в общем зачёте.

## Награды
- 1985 год — признана спортсменом года Канады в конькобежном спорте[4]